# Metaphycus omega
Metaphycus omega är en stekelart som beskrevs av John S. Noyes 2004. Metaphycus omega ingår i släktet Metaphycus och familjen sköldlussteklar.
Artens utbredningsområde är:
- Costa Rica.
- Ecuador.
- Guyana.
- Paraguay.

Inga underarter finns listade i Catalogue of Life.